# متاسفم اما دوستت دارم
متاسفم اما دوستت دارم (انگلیسی: I'm Sorry, But I Love You; کره‌ای: 아임 쏘리 강남구) یک مجموعه تلویزیونی محصول کره جنوبی سال ۲۰۱۶، با بازی کیم مین سو، پارک سون هو و لی این است. این مجموعه از ۱۹ دسامبر ۲۰۱۶ تا ۹ ژوئن ۲۰۱۷، روزهای دوشنبه تا جمعه ساعت ۲۰:۳۰ (کی‌اس‌تی) از اس‌بی‌اس پخش شد.

## بازیگران

### اصلی
- کیم مین سو در نقش جونگ مو آه / کانگ نام شیل
- پارک سون هو در نقش کانگ نام گو / شی مین جون
- لی این در نقش پارک دو هون